# Helmut Faissner
Helmut Faissner (* 5. Mai 1928 in Kempten (Allgäu); † 2. August 2007 in Aachen) war ein deutscher Physiker und Rektor der Rheinisch-Westfälischen Technischen Hochschule Aachen.

## Leben
Helmut Faissner studierte Physik an der Ruprecht-Karls-Universität Heidelberg. 1952 wurde er dort mit der Arbeit Die anomale Dispersion an den Linien der gelbgrünen Bromdampfbanden zum Dr. rer. nat. promoviert. Anschließend arbeitete er als Assistent am Max-Planck-Institut für Medizinische Forschung in Heidelberg und am Physikalischen Institut der Universität Tübingen. 1958 erhielt er ein Stipendium beim Europäischen Forschungszentrum CERN in Genf, später übernahm er die Leitung der dortigen Neutrino-Zähler-Gruppe.
1963 wurde er auf den Lehrstuhl für Experimentalphysik an die RWTH Aachen berufen. Dort gründete er das III. Physikalische Institut mit dem Forschungsgebiet Elementarteilchenphysik. In den Zeiten der Studentenunruhen 1969 bis 1970 war er Rektor an der RWTH Aachen. 1993 wurde er emeritiert.
Faissner war verheiratet und hatte drei Kinder. Er fand seine letzte Ruhestätte auf dem Aachener Waldfriedhof.

## Wirken
Mit seinen Forschungsarbeiten, unter anderem über die fundamentalen Naturkräfte und die kleinsten Bausteine der Materie am CERN, hat er maßgeblich zum Fortschritt in der Elementarteilchenphysik beigetragen. Er war am CERN an der Gargamelle Kollaboration beteiligt, die 1973 neutrale Ströme (Z-Boson) entdeckte. Im Juni 1976 organisierte er die internationale Aachener Neutrino-Konferenz, auf der Carlo Rubbia den Umbau des Protonenbeschleunigers SPS am CERN in einen Proton-Antiproton-Collider vorstellte, was zur Entdeckung des W-Bosons führte. Unter Leitung von Faissner war sein Institut auch als einzige deutsche Gruppe an der UA1-Kollaboration am CERN beteiligt, an der das W-Boson 1983 nachgewiesen wurde.
Helmut Faissner hat zahlreiche wissenschaftliche Arbeiten publiziert. Er erhielt mehrere nationale und internationale Auszeichnungen, wie 1980 den Max-Born-Preis, der ihm gemeinsam von der Deutschen Physikalischen Gesellschaft und dem britischen Institute of Physics (IOP) verliehen wurde. 1986 wurde er mit dem Verdienstkreuz 1. Klasse der Bundesrepublik Deutschland geehrt. 1984 wurde er Fellow der American Physical Society.